# HMS Buttercup (K193)
Le HMS Buttercup (K193) est une corvette de classe Flower construite par la Royal Navy durant la Seconde Guerre mondiale. Chaque unité de cette classe porte le nom d'une fleur : Buttercup veut dire renoncule.

## Histoire
Le HMS Buttercup a servi, durant la seconde guerre mondiale dans le cadre de la RNSB (Royal Navy Section Belge) créée à l'initiative du Lieutenant Victor Billet.

Après la libération de la Belgique à la fin de 1944, le navire retourne à la Royal Navy.

En décembre 1944, il est prêté à la Marine royale norvégienne qui le rachète en 1946 et le nomme Nordkyn. En 1969 il devient un baleinier nommé Thoris mais il est abandonné la même année.

## Mission
La classe est conçue à partir des plans d'un baleinier. Conçus pour escorter des convois près des côtes, les navires de la classe Flower sont finalement employés dans l'escorte de plus larges convois traversant l'Atlantique. Leur petite taille est leur plus gros handicap, les rendant intenables et difficiles à vivre pour l'équipage par gros temps.

## Note et référence
- (en) Cet article est partiellement ou en totalité issu de l’article de Wikipédia en anglais intitulé « HMS Buttercup (K193) » (voir la liste des auteurs).

1. ↑  Malbosc 2011, p. 40.